# Randau-Calenberge
Randau-Calenberge è un quartiere (Stadtteil) del comune di Magdeburgo, in Germania,di 553 abitanti.
Il quartiere si trova nella zona sud-orientale della città ed è bagnato ad ovest dall'Elba. È ulteriormente suddiviso in due aree: Randau ad ovest, che si estende per 10,45 km², e Calenberge ad est, che si estende per 3,27 km².